# Luka Rotković
Luka Rotković (in serbo Лука Ротковић?; Podgorica, 5 luglio 1988) è un ex calciatore montenegrino, di ruolo attaccante.

## Carriera
In carriera ha giocato 9 partite di qualificazione per l'Europa League, realizzandovi anche due reti.